# Steve de Shazer
Steve de Shazer (* 25. Juni 1940 in Milwaukee; † 11. September 2005 in Wien) war ein amerikanischer Psychotherapeut und Autor.

## Leben
Steve de Shazer hatte eine Ausbildung in Klassischer Musik und spielte professionell Jazz als Saxophonist. An der Universität Wisconsin-Milwaukee erwarb er den Bachelor der Bildenden Kunst sowie den Master in Sozialarbeit.
Gemeinsam mit seiner Ehefrau Insoo Kim Berg entwickelte Steve de Shazer eine Lösungsfokussierte Kurztherapie, auf der Grundlage der Arbeiten von Milton Erickson, Ludwig Wittgenstein und Jacques Derrida. Anders als in der Systemischen Therapie wird in der lösungsfokussierten Kurztherapie das System von Klient / Therapeut / Team hinter dem Spiegel als das relevante System betrachtet. Auf jedwede Analyse des Klientensystems wird verzichtet. 1978 gründete das Ehepaar in Milwaukee das Brief Family Therapy Center (BFTC), das 2007 geschlossen wurde.
In John Weakland, mit dem de Shazer befreundet war, sah er seinen Mentor.
De Shazer starb an den Folgen einer Lungenentzündung in Wien, wo er sich zwecks Abhaltung eines Seminars aufhielt.

## Veröffentlichungen
- Patterns of Brief Family Therapy. An Ecosystemic Approach. The Guilford Press, New York 1982 ISBN 0898620384
  - Deutsche Ausgabe: Muster familientherapeutischer Kurzzeit-Therapie. Aus dem Amerikanischen von Theo Kierdorf. Junfermann, Paderborn 1997, 2. Auflage ISBN 978-3-87387-059-8
- The death of resistance. In: Family Process, Volume 23, 1984, S. 1–17.
- Keys to Solution in Brief Therapy. Norton, New York 1985 ISBN 0393700046
  - Deutsche Ausgabe: Wege der erfolgreichen Kurztherapie. Aus dem Amerikanischen übersetzt von Ulrike Stopfel. Klett-Cotta, Stuttgart 2014, 9. Auflage ISBN 978-3608955057
- Clues. Investigating Solutions in Brief Therapy. Norton, New York 1988 ISBN 0393700542
  - Deutsche Ausgabe: Der Dreh. Überraschende Wendungen und Lösungen in der Kurzzeittherapie. 10. Aufl., Auer, Heidelberg 2008 ISBN 978-3896705495
- Putting Difference to Work. Norton, New York 1991 ISBN 0393701107
- Words Were Originally Magic. Norton, New York 1994 ISBN 0393701700
  - Deutsche Ausgabe: Worte waren ursprünglich Zauber. Von der Problemsprache zur Lösungssprache. Aus dem Amerikanischen von Andreas Schindler. Auer, Heidelberg 2009 ISBN 978-3-89670-689-8
- More than Miracles. The State of the Art of Solution-Focused Brief Therapy. Gemeinsam mit Yvonne Dolan. Haworth, New York 2007 ISBN 978-0789033970
  - Deutsche Ausgabe: Mehr als ein Wunder. Lösungsfokussierte Kurztherapie heute. Gemeinsam mit Yvonne Dolan. Aus dem Amerikanischen von Astrid Hildenbrand. Auer, Heidelberg 2008 ISBN 978-3896706287